# Universidad Nacional de las Maldivas
La Universidad Nacional de las Maldivas (en dhivehi: ދިވެހިރާއްޖޭގެ ޤައުމީ ޔުނިވަރސިޓީ, translit: Dhivehiraajjeyge Qaumee Yunivarsitee) es una institución de enseñanza superior situada en Malé, en la República de las Maldivas.

## Historia
De acuerdo con el artículo 36 párrafo b de la constitución maldiva de 2008, la oportunidad de acceder a la educación superior ha de ser generalmente accesible a todos los ciudadanos.
Sin embargo en el momento de la redacción de dicho texto la enseñanza superior en el archipiélago se encontraba reducida a una serie de centros de origen diverso. En 1973 se había fundado el Allied Health Services Training Centre, un centro de formación establecido por el Ministerio de Sanidad y que sentaría las bases de la Facultad de Ciencias de la Salud. En 1975 se estableció un centro de formación profesional que posteriormente sería transformado en el Centro Maldivo de Educación Técnica, origen de la Facultad de Tecnología e Ingeniería.
La formación de profesores de enseñanzas primaria y secundaria había estado a cargo del Centro de Desarrollo Educativo, el cual fue transformado en 1984 en el Instituto de Formación del Profesorado.Por otro parte, cuando Maldivas ratificó la convención de la Organización Marítima Internacional sobre Estándares de Formación, Certificación y Vigilancia de los Marinos en 1987, tuvo que crear un centro de formación en este campo. En ese mismo año se creó otro centro destinado a la formación de personal para la industria turística.
En 1991 se estableció el Centro Maldivo para la Dirección y la Administración, cuya función era formar al personal administrativo para los servicios públicos y privados del país. Este centro se llamaría posteriormente Instituto de Dirección y Administración.
En 1998 se fundó el Maldives College of Higher Education, con la finalidad de racionalizar el uso de los recursos al tiempo que se aseguraba la calidad de la enseñanza en los centros de educación postsecundaria gubernamentales. El College tendría una administración interina procedente tanto de los centros asociados como del propio gobierno. A partir del 1 de enero de 1999 los centros comenzaron a operar como divisiones del College y se abrió un centro de enseñanza a distancia, el Tertiary Institute for Open Learning. También se fundó un centro dependiente para el estudio de la ley coránica.
En 2000, el College of Higher Education lanzó su primer título propio, un Grado en Lengua Divehi. Durante 2001 la institución fue organizando su estructura administrativa y de funcionamiento de una forma coherente.
El 17 de enero de 2011, el presidente de la república firmó la Ley de la Universidad Nacional de las Maldivas, de forma que el 15 de febrero se estableció la misma.

## Organización
Conforme a los datos de la propia universidad revisados a marzo de 2011, hay doce facultades y centros asimilados. Se trata de las facultades de Arte, Educación, Tecnología de la Ingeniería, Turismo, Administración e Informática, Ciencias, Sharia y Derecho, y Estudios Islámicos; y los centros de Estudios Marítimos, Lengua e Historia Divehi, y el Centro de Enseñanza Abierta. Este último se encarga de la formación a distancia, que es muy importante debido a la distribución de la población en 198 islas.
Su financiación proviene en un 85% del gorbierno de las islas. La norma principal que rige la institución es la Ley de la Universidad Nacional de las Maldivas (ley 3/2011), modificada en julio de 2015.